# Салена (певачица)
Селина-Марија Едбауер (Леобен, 11. март 1998), професионално позната као Салена, је аустријска певачица и ауторка музике. Она ће представљати Аустрију на такмичењу за Песму Евровизије 2023. заједно са Тејом са песмом Who the Hell Is Edgar?

## Биографија
Селина-Марија Едбауер је рођена 1998. године у Леобену, u Штајерскoj.
Салена је 2017. учествовала у седмој сезони Гласа Немачке, где је стигла до дуела. У емисији, Саму Хабер је био њен тренер. Године 2019. покушала је да представља Аустрију на Песми Евровизије са својом песмом Behind The Waterfall, али је ORF није изабрао. Две године касније, 2021, се такмичила у аустријском шоу талената „Starmania”, где је стигла до топ 32.
Дана 31. јануара 2023. објављено је да је Салена изабрана да представља Аустрију на Песми Евровизије 2023. заједно са Тејом, коју је упознала током учешћа на „Starmania”-и. Њихова песма под називом Who the Hell Is Edgar? написана је у кампу за писање песама у Чешкој и објављена је 8. марта 2023. године.

## Дискографија

### Синглови

#### Као главни извођач
- 2019 – Pretty Imperfection
- 2023 – Who the Hell Is Edgar? (са Тејом)

#### Као гостујући извођач
- 2020 – Lying Still (Ј.К. feat. Салена)
- 2021 – Walking On Clouds (7YFN feat. Салена)